# David P. Currie
David Park Currie (* 29. Mai 1936 in Macon (Georgia); † 15. Oktober 2007, Chicago) war ein US-amerikanischer Rechtswissenschaftler und Hochschullehrer an der University of Chicago.

## Leben und Werk
Currie studierte an der University of Chicago und der Harvard Law School, wo er 1960 den Bachelor of Laws erwarb. Anschließend arbeitete er als law clerk des Richters am United States Court of Appeals Henry Friendly und später des Richters am Obersten Gerichtshof der Vereinigten Staaten Felix Frankfurter. Seit 1962 lehrte und forschte Currie an der Law School der University of Chicago, ab 1991 war er Edward H. Levi Distinguished Professor of Law und seit 1985 Fellow der American Academy of Arts and Sciences.
Curries Werk gliedert sich im Wesentlichen in zwei große Teilbereiche: Das Umweltschutzrecht und die deutsch-amerikanische Verfassungsvergleichung, als einer derer bedeutendsten Vertreter er seinerzeit galt. Seine Casebooks zur Rechtsvergleichung („Conflict of Laws“) und Bundesrechtsprechung („Federal Jurisdiction“) erlebten mehrere Auflagen.
Als Currie begann, sich mit dem Umweltschutzrecht zu beschäftigen, steckte dieses Rechtsgebiet in der amerikanischen Rechtswissenschaft noch in den Kinderschuhen, sodass er zu einem der Pioniere auf diesem Rechtsgebiet avancierte. 1969 wurde er selbst Mitglied des Illinois Air Pollution Control Board und 1970 dessen Chairman. Er gilt als einer der geistigen Väter des Illinois Environmental Protection Act (Umweltschutzgesetz des Staates Illinois) von 1970. 1982 veröffentlichte Currie seine Monographie „Air Pollution: Federal Law and Analysis“.
Den weiteren Schwerpunkt seines Werkes bildet das amerikanische Verfassungsrecht, insbesondere der Vergleich mit dem deutschen Verfassungsrecht. Seine Beschäftigung mit der amerikanischen Verfassung und Verfassungsgeschichte zeigt sich unter anderem in seinen Werken „The Constitution in the Supreme Court“ (Zwei Bände, 1985/90), „The Constitution in Congress“ (Vier Bände, 1997–2005) und „Die Verfassung der Vereinigten Staaten von Amerika“ (1988). Bei zahlreichen Gastprofessorentätigkeiten unter anderem an den Universitäten Johann Wolfgang Goethe-Universität Frankfurt am Main, Hannover, Heidelberg und Tübingen gewann er wertvolle Einblicke in die deutsche Verfassungslandschaft, die er unter anderem in seinem 1994 erschienenen Werk „The Constitution of the Federal Republic of Germany“ fruchtbar machte. Die gewonnenen Erkenntnisse nutzte er zu umfassenden rechtsvergleichenden, hauptsächlich in Fachzeitschriften erschienenen Studien.

## Familie
Currie war der Sohn des amerikanischen Hochschullehrers und Pioniers des amerikanischen internationalen Privatrechts Brainerd Currie. Er war verheiratet mit der ehemaligen Abgeordneten im Repräsentantenhaus von Illinois Barbara Flynn Currie.

## Schriften (Auswahl)
- Die Verfassung der Vereinigten Staaten von Amerika. Metzer, Frankfurt am Main 1988, ISBN 978-3-7875-5352-5.
- The constitution of the Federal Republic of Germany. Universitätsverlag, Chicago 1994, ISBN 0-226-13113-0.